# Ingo Kümmel

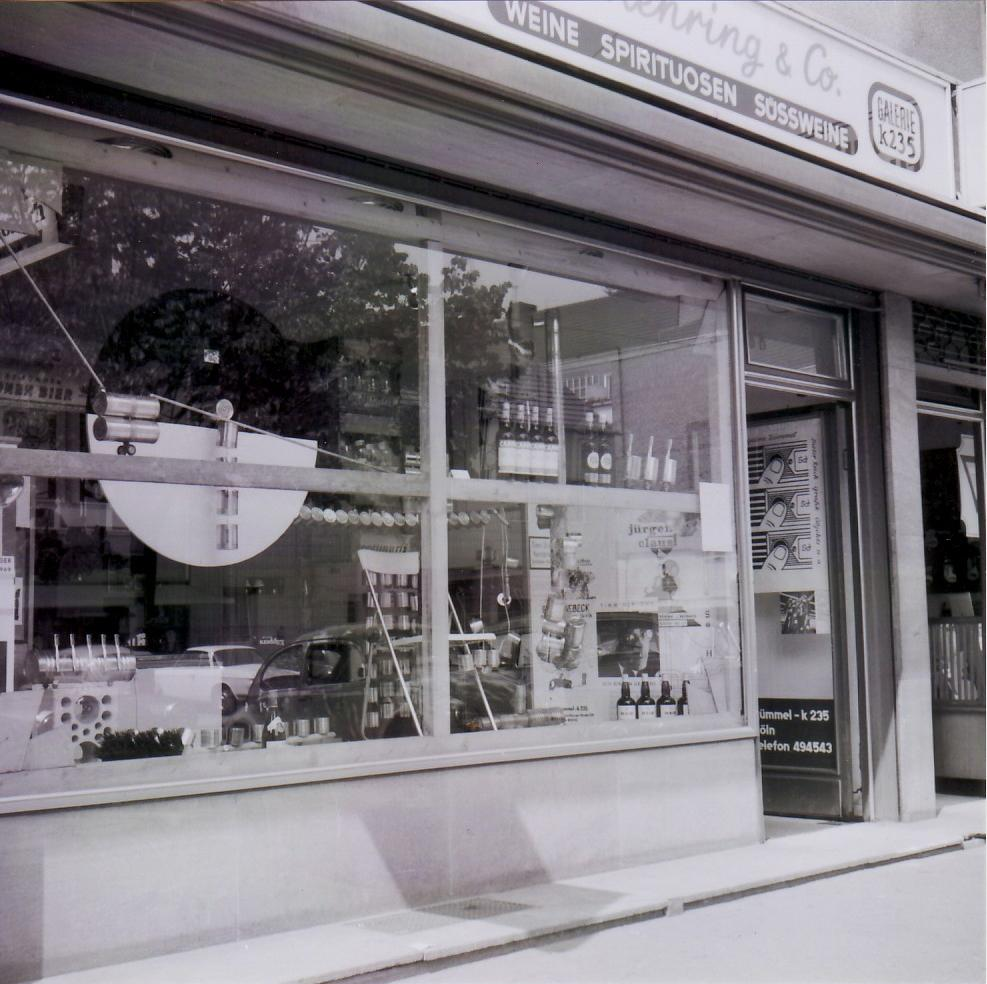
„Kümmels Spirit and Art Shop“ 1969

Ingo Kümmel (* 24. September 1937 in Fulda; † 1. Mai 1990 in Köln) war ein deutscher Kunstvermittler und Galerist.

## Leben

### 1959 bis 1974

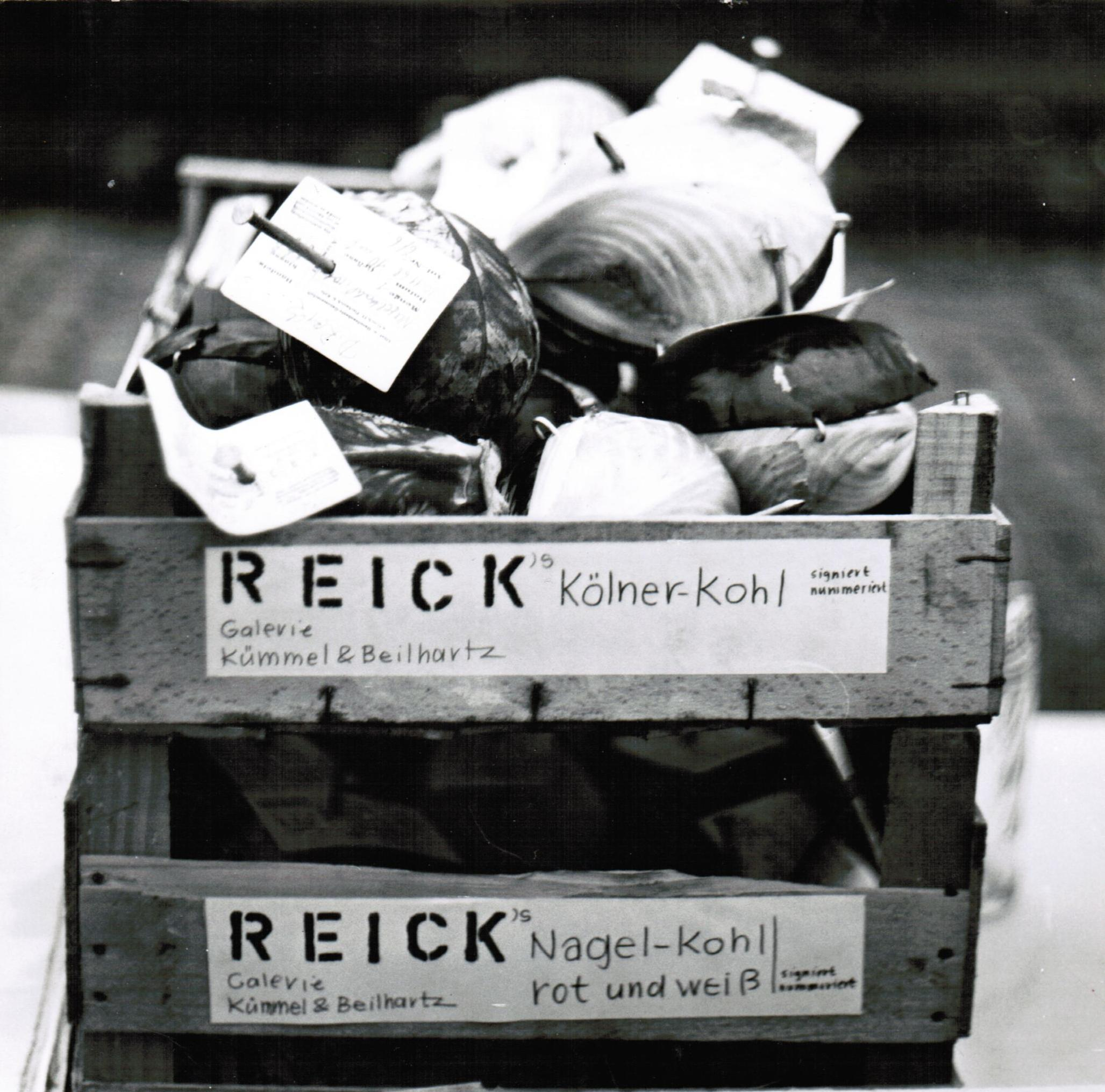
„Kunst + Gemüse“ auf dem Braunsfelder Wochenmarkt

1959 kam Kümmel nach Köln, nachdem er sein 1955 begonnenes Betriebswirtschaftsstudium in Frankfurt abgebrochen hatte. Im Keller des Studentenheims Olshausen organisierte er einen gleichnamigen Jazzclub, in dem unter anderem Jaki Liebezeit, die Bläck Fööss (als „Stoaways“) und der spätere Bundeswirtschaftsminister Manfred Lahnstein (als Posaunist) auftraten. Bis 1967 war Kümmel selbst als Maler aktiv, dann verbrannte er seine Bilder. 1987 kam es im Kölner Alten Wartesaal zu einer Ausstellung seiner Werke aus Privatsammlungen.
1967 eröffnete er in einer Filiale einer Schnapsladenkette in Braunsfeld seine erste Galerie „Kümmels Spirit and Art Shop“ (später: „K 235“), in der neben dem Verkauf von Alkohol Werke noch nicht etablierte Künstler gezeigt wurden und Dichterlesungen stattfanden, so mit Rolf Dieter Brinkmann, Heinrich Böll, Helmut Heißenbüttel und Max Bense. „Es wurden auch Kunstaktionen dort veranstaltet, in deren Verlauf Leinwände in mit Kümmelschnaps gefüllte Badewannen eingetaucht wurden.“ Heraus kamen dabei Werke wie „Kümmels Schnapsgraphik“ von Stefan Wewerka und Diter Rot, von der ein Exemplar jetzt im Museum of Modern Art hängt. Weitere Galerien folgen: Die „Galerie Kümmel“ in Köln, Dinslaken und Antwerpen, „Kümmel + Beilhartz“ mit dem Künstler und Glasmaler Rudolf Beilhartz und „Baedeker-Kümmel“.
Kümmel förderte gezielt junge Künstler der Fluxus- und Performance-Szene. Eine seiner spektakulärsten Kunstaktionen war 1968 „Kunst + Gemüse“. Um die „Einheit von Kunst und Leben“ zu demonstrieren, verkaufte er mit dem Künstler Dieter Reick auf dem Braunsfelder Markt Kohlköpfe als Kunstwerke. Daneben bot Kümmel „einen Haufen kleinerer Objekte“ zu Preisen zwischen 1 Pfennig und 99 Mark an, darunter Werke von Joseph Beuys und Wolf Vostell.
Nach Entstehen des Kölner Kunstmarkts organisierte Kümmel verschiedene Gegenveranstaltungen: Ab 1968 den „Neumarkt der Künste“ mit Beuys, Buthe, Dressler, Klauke, Kriwet sowie Salentin und Konzerte mit Bands wie Amon Düül. 1969 blockierten HA Schult, Reinhold Koehler und Kümmel den Eingang zum Kunstmarkt mit einer Lastwagenladung Blechdosen, die teilweise mit Parfüm- oder Schnapsflaschen gefüllt waren, getreu seinem Motto: Aktionskunst sprengt „den der Kunst zugewiesenen Rahmen“. 1970 folgte die „Internationale Kunst- und Informationsmesse“ (IKI). Statt zweier konkurrierender Märkte in Köln fand ab 1972 die IKI in Düsseldorf statt. 1975 entstand durch die Fusion beider Märkte der Vorläufer der heutigen Art Cologne. Viele Jahre lang veranstaltete Kümmel auch Aktionen und Performances auf der Kunstmesse Basel. 1979 zeigte Ingo Kümmel im Theater von Trude Herr eine Ausstellung des Kölner Künstlers Horst Tress. Tress wurde seit 1970 von ihm immer wieder einbezogen.

### 1974 bis 1990
Zu Beginn der 1970er Jahre beendete Kümmel seine Galeristentätigkeit. 1974 trat er aus dem Vorstand der IKI aus und war zwei Jahre lang Lehrbeauftragter für Kunsttheorie und -praxis an der Kölner Fachhochschule für Kunst und Design (Kölner Werkschulen). Später markierte nur noch ein mobiler goldfarbener Tischaufsteller mit der Aufschrift „Büro Kümmel“ seinen Arbeitsplatz in der Kneipe. Er organisierte nun Theater- und Musikveranstaltungen und macht selbst Lyrik-Lesungen. „Kümmel machte in Bonn eine Veranstaltung im Rahmen des Bonner Sommers - das muss 1978 gewesen sein - und zwar den sogenannten John Cage-Musikzirkus. Er lud viele verschiedene Leute ein, die alle zur gleichen Zeit Musik machen sollten. Da gab es eine Karnevalskapelle, eine Feuerwehrkapelle, ein Klassikorchester und einen Matrosenchor. Jedes dieser Ensembles spielte zur selben Zeit sein Ding. Das wurde mit 30 Mikrophonen aufgenommen. Das Resultat klang sehr sphärisch.“ 1982, während der Endphase des internationalen Wettrüstens, war er Mitorganisator von Joseph Beuys Politsong Sonne statt Reagan. 1987 sorgten der ewige Provokateur und einige Kölner Künstler mit ihrer Performance Adam Noidlt Intermission für eine feucht-fröhliche Eröffnung der Documenta 8. „Der erste Absturz-Preis ging … unumstritten an Ingo Kümmel, der mit seinen Kölner Freunden einen lautstarken, medienwirksamen ‚documenta‘-Auftakt inszenierte.“
Von der Besetzung der ehemaligen Schokoladenfabrik Stollwerck 1980 bis zu deren Räumung und Abriss 1987 war er eine der Schlüsselfiguren beim Aufbau und Betrieb der Kulturfabrik Stollwerck. Kümmel organisierte dort Theater-, Literatur-, Kunst- und Musikveranstaltungen, beispielsweise mit Al Hansen, Sigmar Polke, den Einstürzenden Neubauten, Holger Czukay und Nico.
Kümmel verkörperte das „Fluxus-Ideal einer Einheit von Kunst und Leben.“ Die leisen Töne lagen ihm nicht, wenn es darum ging, die von ihm für gut befundene Kunst im Kunstmarkt zu propagieren. „Einer der hinein will, kommt eher durch die Wand als durch die Tür. Ingo Kümmel kam immer durch die Wand.“ Als Kümmel 1990 an einem Gehirntumor starb, nahm das offizielle Köln von seinem Ende keine Notiz. Die junge Kunstszene dagegen reagierte betroffen. Auf Kümmel trafen nun selbst die Worte Jean Arps zu, mit denen Kümmel nur wenige Monate zuvor seine Trauerrede auf den Glaskünstler Fritz Hans Lauten angestimmt hatte: „Weh, weh, unser armer Kaspar ist tot…“

## Nachleben
In Erinnerung bleibt einerseits der Chaot Kümmel, „der in den 1970er und 1980er Jahren für seine Symbiose von Kunst und Klamauk und für seine Trinkfestigkeit berühmt war“, so der Journalist, Kunstkritiker und Performance-Künstler Jürgen Raap, andererseits der Moralist und Visionär. In seinem Nachruf hob deshalb der Kunsthistoriker Peter Gerlach Kümmels Vorstellung von Kunst als „moralischen Instanz“ hervor: „Ich glaube, er träumte von einem autonomen Freiraum für dieses Experiment ‚Kunst’…: mit konsequenter Kauzigkeit für's Gemeinwohl.“ Und Friedemann Walsch resümierte im Kunstforum international: „Er war auf eine menschliche Art das ‚Gewissen’ des Kunstmarktes. Der Preis dafür war hoch… Mit ihm geht eine Epoche zu Ende“.
Eine große Geldsammlung und die Einrichtung eines Treuhandkontos dienten dazu, die Ausbildung seines 1983 geborenen Sohns Kain sicherzustellen. Die „Ingo-Kümmel-Gesellschaft“ versucht seine Vorstellung einer Einheit von Kunst und Leben fortzuführen.
Nach einem Beschluss der Bezirksvertretung Innenstadt von 2009 wurde 2011 ein Platz in der Kölner Südstadt nach Kümmel benannt. Bei der Einweihung durch Bezirksbürgermeister Andreas Hupke waren alte Freunde und Bekannte wie Peter Gerlach, Frank Köllges, Horst Tress, Wolfgang Niedecken, Dana Cebulla, Angie Hiesl und Joachim Król anwesend. Kümmels Grab wurde inzwischen eingeebnet.

## Film/Video
- Ingo Kümmel & die heiligen drei Königinnen. Eröffnung der letzten 100 Tage im Stollwerck. 1986. (Videofilm)
- Video Andenken an Kunstvermittler Ingo Kümmel auf youtube. (2011)